# أزهار الحلواجي
أزهار الحلواجي (5 مايو 1981 -)، ممثلة بحرينية. بدايتها في مسلسل هديل الليل، وهي متزوجة المخرج مصطفى رشيد.

## أعمالها

### من المسلسلات
- هديل الليل.
- ريح الشمال - الجزء الثاني.
- نوح الحمام.
- ريح الشمال - الجزء الثالث.
- لن أطلب الطلاق.
- بحر الليل.
- غمز البارود.
- هاشتاغ شو.
- نوح العين .

## روابط خارجية
- أزهار الحلواجي على موقع قاعدة بيانات الأفلام العربية